# Minuartia bulgarica
Minuartia bulgarica là loài thực vật có hoa thuộc họ Cẩm chướng. Loài này được (Velen.) Graebn. mô tả khoa học đầu tiên năm 1918.